# Бомбардировки Одессы (с 2022 года)
Бомбардировки Одессы — часть наступления на юг Украины в ходе вторжения России на Украину в 2022 году.
С момента начала боевых действий город Одесса и его окрестности неоднократно подвергались артиллерийским обстрелам и ударам с воздуха со стороны российских войск, в основном с военных кораблей ВМФ РФ, находящихся в Чёрном море. Также имели место неоднократные запуски крылатых ракет.

## Хронология

### 2022

#### Февраль

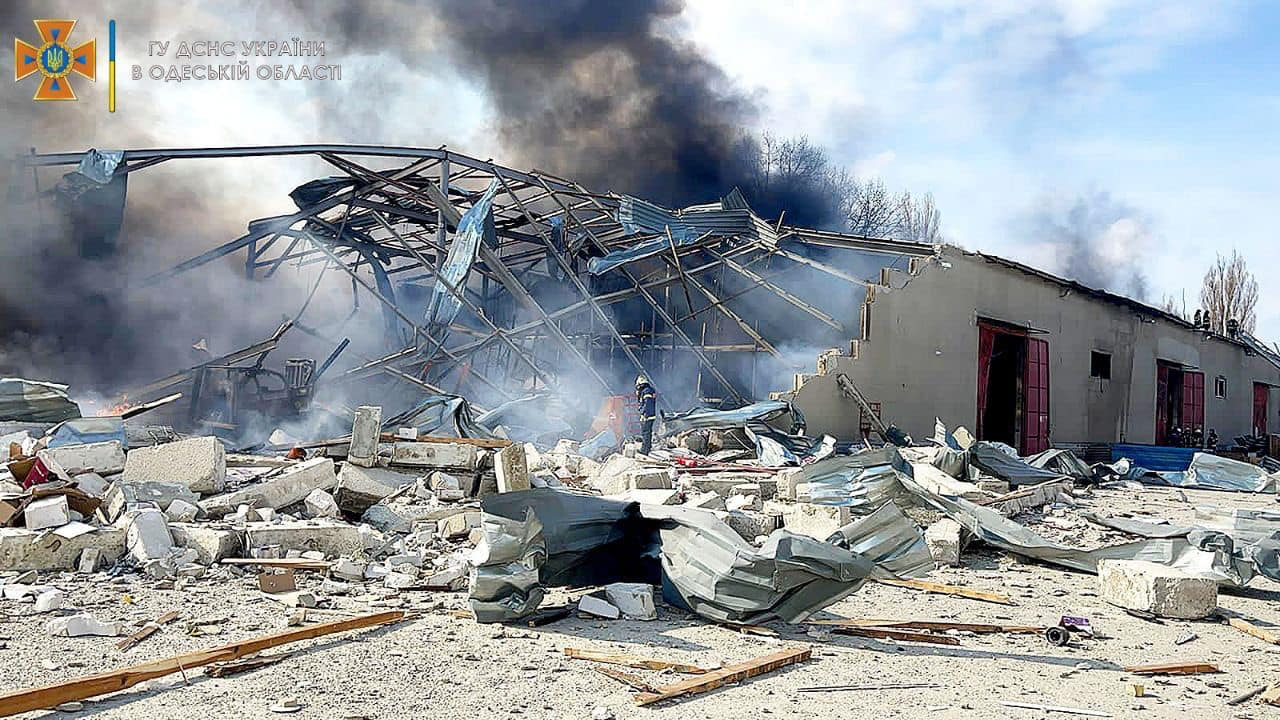
Разрушенный ракетным ударом 24 февраля 2022 года склад на Новомосковской улице

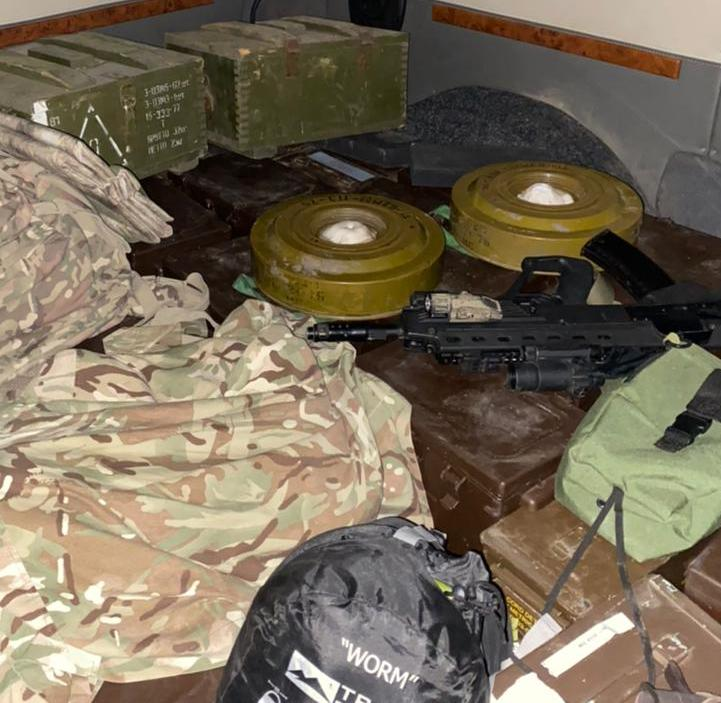
Снаряжение, изъятое у предполагаемых российских диверсантов в Раздельной, 27 февраля

Первые российские авиаудары по Одессе были нанесены в первый день вторжения, рано утром 24 февраля: они были сконцентрированы на территории аэропорта, на складах в самом городе, а также на радарах и системах ПВО в области. Российским ударом по воинской части в селе Липецкое Одесской области убиты 22 человека.
По словам руководителя обороны Николаева Дмитрия Марченко, у российских военных была захвачена карта, которая свидетельствовала, что они собирались за два дня окружить Николаев и за три дня — Одессу. Однако успешная оборона Николаева предотвратила высадку у Одессы российского десанта.

#### Март
1 марта президент Украины Владимир Зеленский сместил с поста губернатора Сергея Гриневецкого и назначил вместо него Максима Марченко.
2 марта около 12:00 по местному времени российские войска обстреляли село Дачное к северо-западу от Одессы, в результате чего был поврежден газопровод, сгорели девять домов и гараж.
3 марта у Одесского порта после взрыва затонуло грузовое судно Helt, принадлежащее эстонской компании Vista Shipping Agency. Экипажу удалось спастись. По данным Государственной пограничной службы Украины, судно обстреляла российская армия.
3 марта украинские войска противовоздушной обороны заявили, что сбили 3 российских военных самолёта над Белгородом-Днестровским Одесской области, а затем ещё один 5 марта уже над самой Одессой, кроме того, в тот же день украинские силы заявили, что сбит один вертолёт Ми-8 российских ВКС.
2 марта Генштаб Украины заявил, что российская армия продолжает готовить высадку морского десанта в Одесской области. 6 марта представитель областной администрации Сергей Братчук заявил, что российские корабли готовятся к возможному наступлению в районе Одессы. 10 марта он сообщил, что российские эскадры отошли от Одессы в Крым.

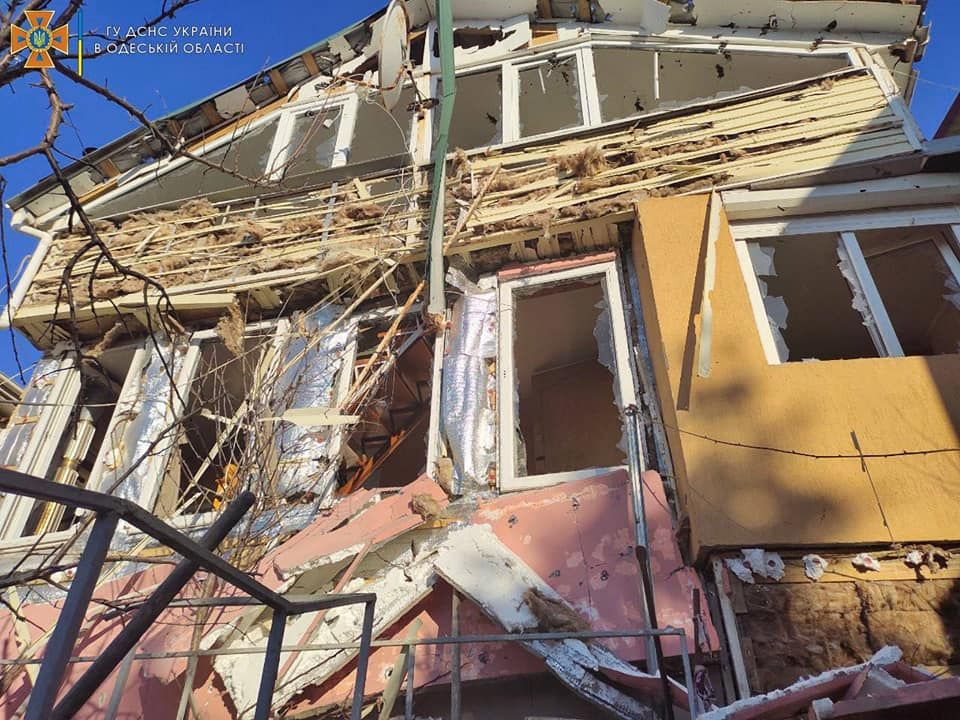
Дом, повреждённый обстрелом 21 марта

Утром 21 марта два российских военных корабля обстреляли Одессу в районе Мемориала 411-й батареи. Военных объектов, по словам мэра, около мест попадания нет. Повреждены два многоквартирных дома и несколько коттеджей, один дом сгорел. Пострадавших не было. По кораблям был открыт ответный огонь, и они отошли от берега. Местная пресса сообщает о задымлении одного корабля.

#### Апрель
3 апреля российские войска нанесли ракетный удар по Одессе. Под обстрел попал Одесский нефтеперерабатывающий завод и три нефтехранилища. Один человек ранен.
В ночь на 4 апреля, по данным местных властей, был нанесён ракетный удар по неназванному объекту в Одессе.
13 апреля российский ракетный крейсер «Москва», флагман Черноморского флота России, был поражён двумя противокорабельными ракетами «Нептун» и на следующий день затонул. Ракеты, по-видимому, были запущены из Одессы или области, рядом с «Москвой», расположенной в 60-65 морских милях (≈111-120 км) от берега.
23 апреля был нанесён ракетный удар по военному объекту и жилому комплексу «Тирас» на улице Королёва, в результате чего, по данным Украины, погибли 8 мирных жителей (среди них — трехмесячная девочка, ее мама и бабушка) и ещё от 18 до 20 получили ранения. Они были первыми жертвами среди мирных жителей Одессы с момента полномасштабного вторжения России. Официальные лица министерства обороны РФ подтвердили нападение, однако заявили, что объектом нападения был логистический терминал на военном аэродроме, где размещалось американское и европейское оружие, переданное Украине. Одессит Юрий Глодан, семья которого погибла в ходе удара, после пошел служить в ВСУ. Сначала воевал в бригаде Азов, позже перешел в 3-ю бригаду. В ноябре 2023 года было сообщено о его гибели. В 2024 году улицу Ильфа и Петрова в Одессе переименовали в улицу семьи Глодан.
27 апреля Россией был атакован и разрушен мост в городе Затока с целью разъединения Одессы с остальной частью страны и области на востоке реки Днестр.
30 апреля российская армия обстреляла ракетами «Оникс» Одесский аэропорт. Президент Украины Владимир Зеленский заявил о разрушении недавно построенной взлетно-посадочной полосы. По словам украинских официальных лиц, ракеты были выпущены комплексом «Бастион».

#### Май

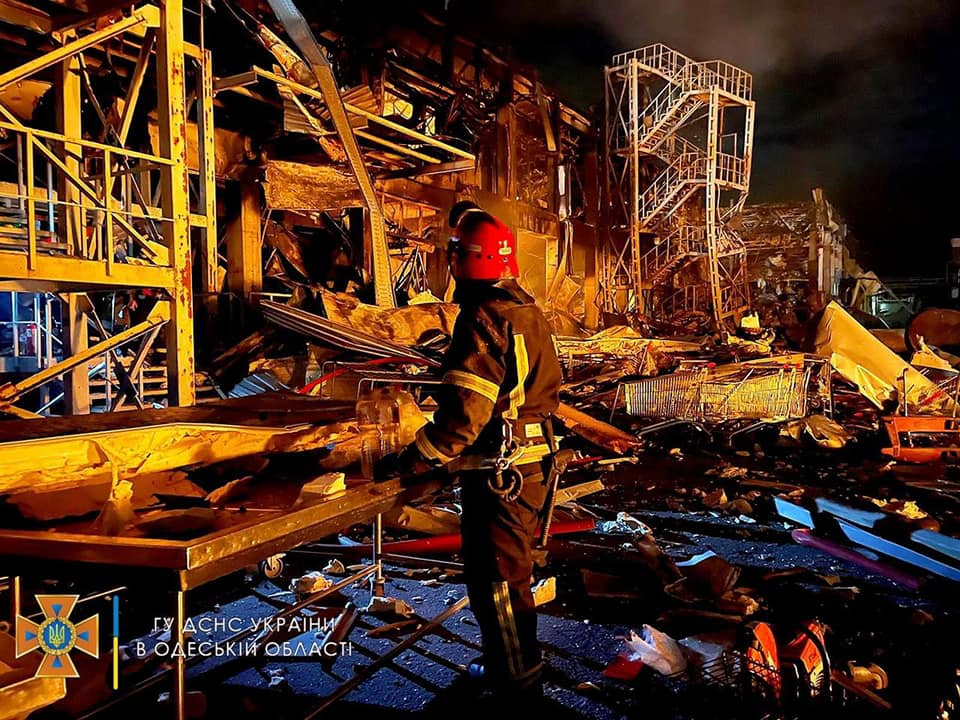
Торговый центр «Ривьера» в селе Фонтанка после обстрела 9 мая 2022

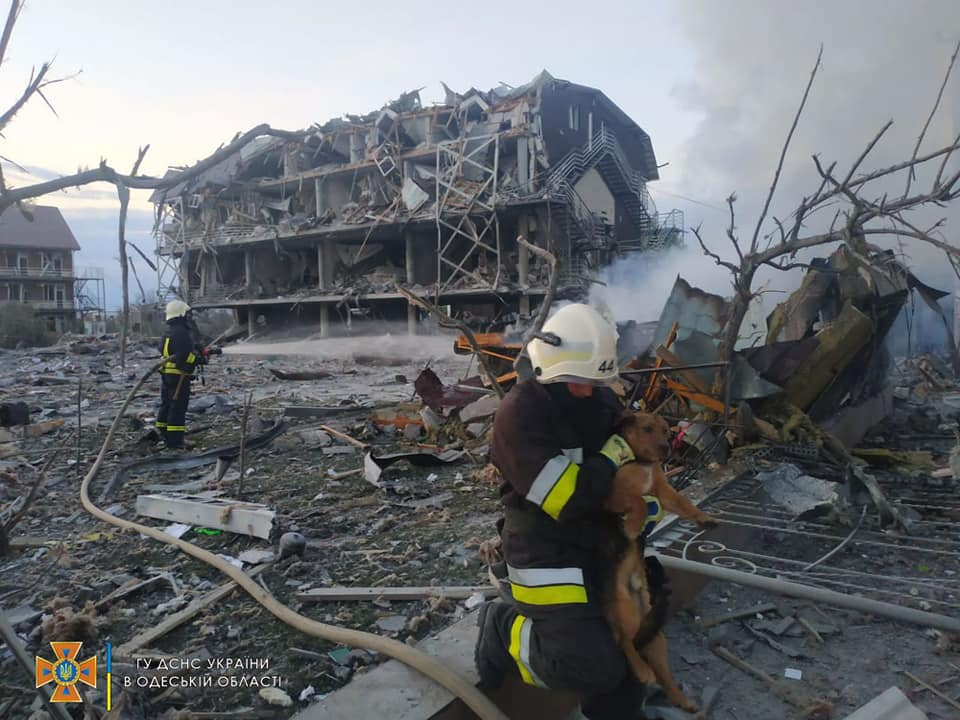
База отдыха в посёлке Затока Одесской области после обстрела 9 мая 2022

7 мая город снова подвергся бомбардировке: четыре ракеты попали в мебельную фабрику, повредив соседние высотки, а ещё две — в уже разрушенную взлётно-посадочную полосу городского аэропорта.
8 мая по Одессе было выпущено несколько ракет, часть из которых были сбиты, а другие повредили жилой дом, электроподстанцию (оставив без электроэнергии 6 населённых пунктов) и уничтожили здание в зоне отдыха. Сообщается об одном пострадавшем.
9 мая вооружённые силы РФ вновь нанесли удары по Одессе. В это время в городе находились председатель Европейского совета Шарль Мишель и премьер-министр Украины Денис Шмыгаль, которым пришлось укрыться в бомбоубежище. Вечером того же дня российские войска обстреляли ракетами три складских помещения в Суворовском районе Одессы и нанесли удар ракетами X-22 по торговому центру в селе Фонтанка под городом. На складах один человек погиб и были ранены двое, в торговом центре травмированы трое.

#### Июнь
20 июня российские войска совершили очередную ракетную атаку юга Украины, в том числе Одессы и области. Часть ракет, как сообщается, была сбита, но одна ракета поразила продовольственный склад в Одессе, вызвав пожар. Кроме того, были попадания в Очаковском и Белгород-Днестровском районах.

#### Июль

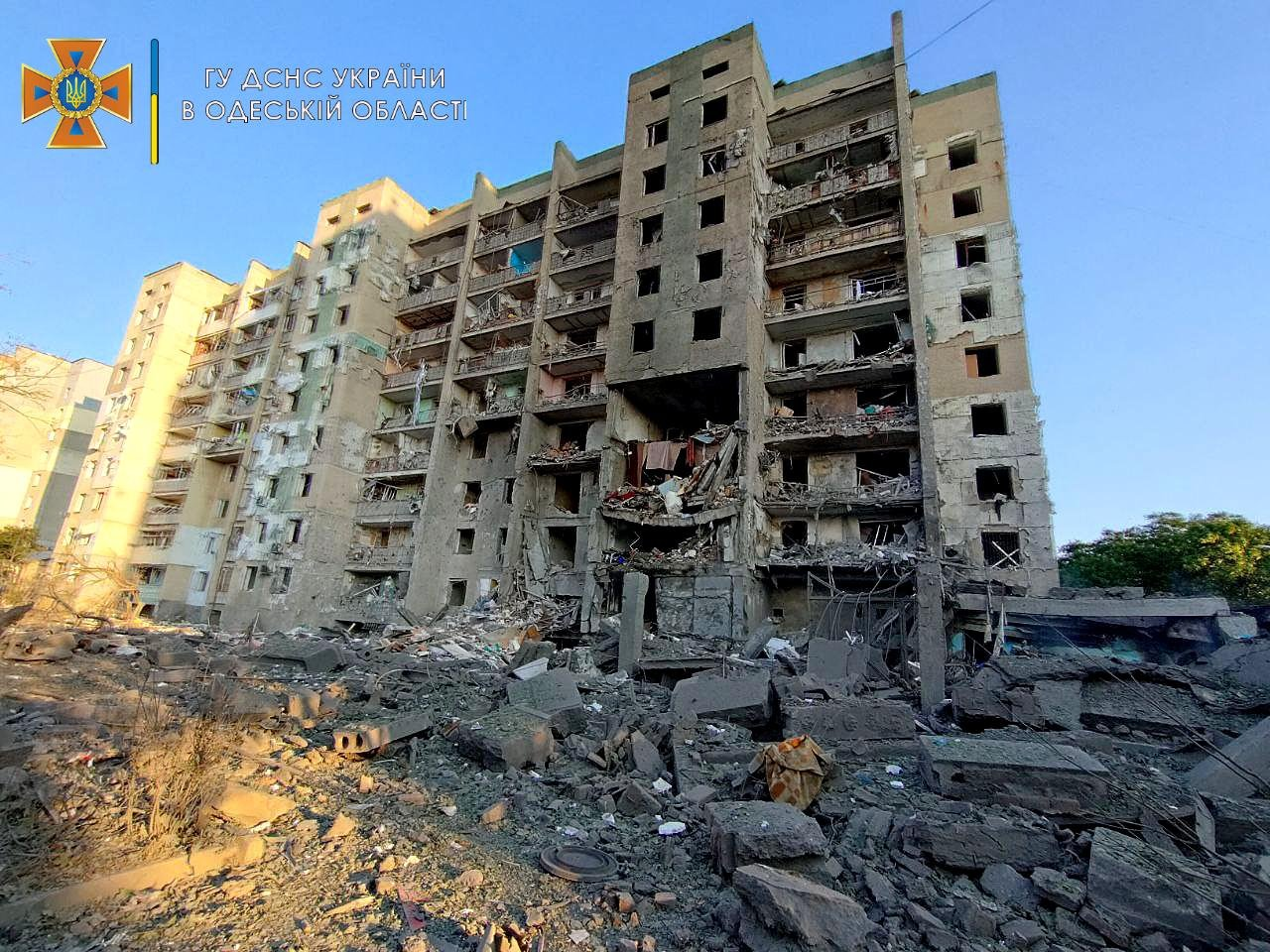
Дом в Сергеевке после ракетного удара 1 июля

1 июля 2022 года был нанесен ракетный удар по Сергеевке Белгород-Днестровского района Одесской области. Был убит 21 человек (включая ребёнка) и пострадали 38.
16 июля ракетным ударом российской стратегической авиации был уничтожен торговый склад в Одессе на улице Балковской. Возник пожар.
23 июля (на следующий день после заключения зерновой сделки) российские военнослужащие атаковали Одесский морской порт четырьмя ракетами «Калибр», две из которых были перехвачены, а две повредили портовую инфраструктуру. По данным местных властей, есть раненые.

#### Октябрь
В ночь на 22 октября, в ходе очередного обстрела энергетической инфраструктуры Украины, был поражён один из энергетических объектов Одесской области. В нескольких населённых пунктах исчезло электроснабжение, три человека ранены.

#### Декабрь
5 декабря при новом массированном ракетном обстреле Украины ракеты попали в объекты энергетической инфраструктуры в том числе и в Одесской области; в Одессе были обесточены все резервные линии и насосные станции, исчезло водо- и электроснабжение.

### 2023

#### Март
9 марта в ходе очередного массированного удара по инфраструктуре Украины были повреждены объекты энергетики в том числе и в Одесской области. Кроме того, пострадали жилые дома.

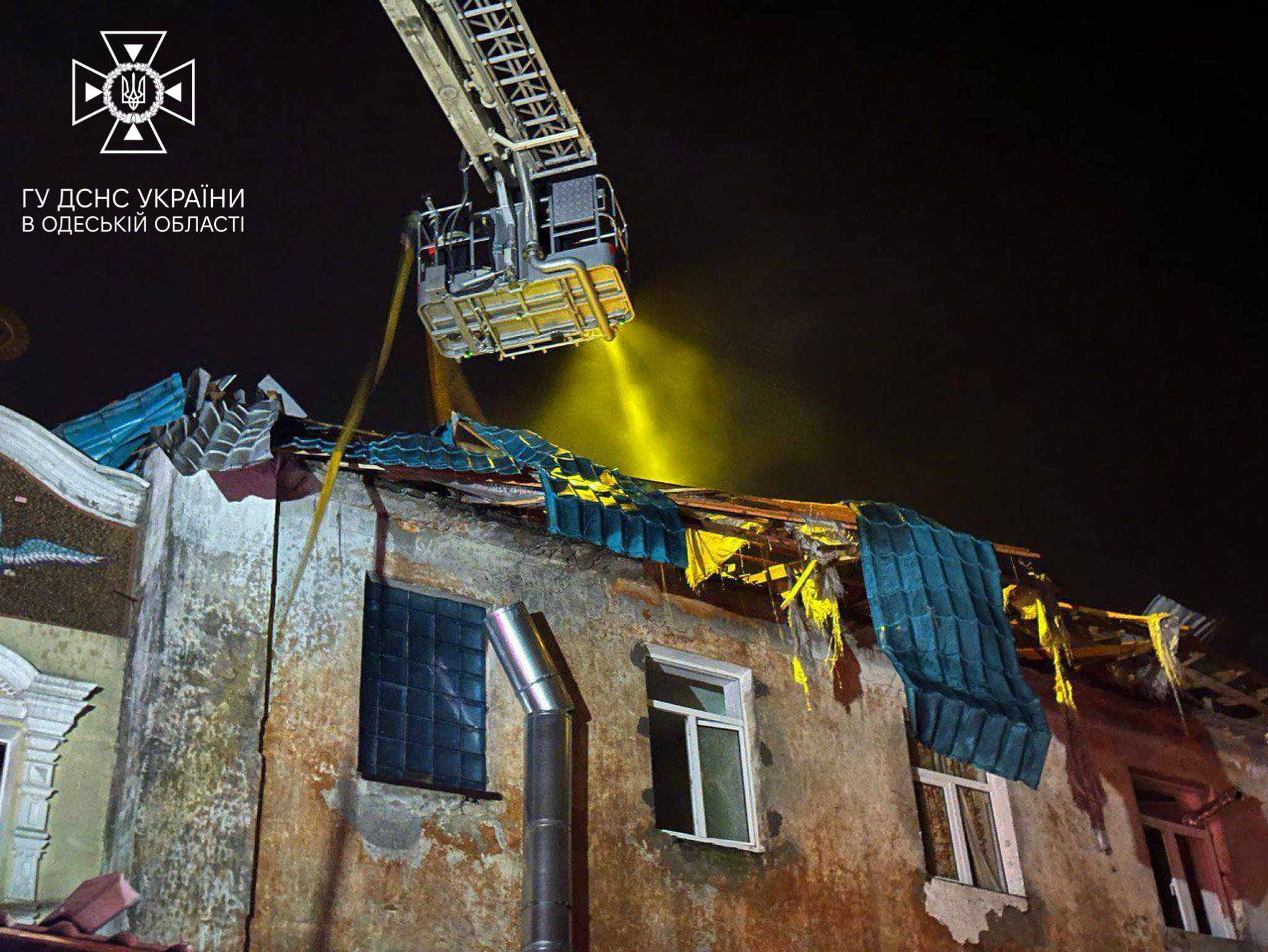
Общежитие Иверского монастыря УПЦ МП в Одессе после ракетного удара 21 марта 2023 года

21 марта российская армия, по сообщениям украинской стороны, выпустила по Одессе 4 ракеты (по предварительным данным, Х-59), из которых две удалось сбить. Одна ракета поразила территорию монастыря, повредив одно здание. Ранены три человека.

#### Апрель
В ночь на 4 апреля российские войска запустили по Украине беспилотники «Шахед». По данным украинских военных, всего было 17 беспилотников, из которых 13 были сбиты над Одесской областью и один — над Николаевской. Было повреждено предприятие в Одесской области, возник пожар.

#### Май
В ночь на 4 мая Одесса была вновь атакована беспилотниками-камикадзе «Шахед». По данным украинской стороны, 12 из 15 беспилотников удалось сбить. Остальные ударили по общежитиям учебного заведения, вызвав пожар. Пострадавших не было.
8 мая ракетами Х-22 был уничтожен склад, где украинское отделение Красного Креста хранило гуманитарную помощь. Погиб один человек и ранены трое. Красный Крест перестал выдавать гуманитарную помощь и приостановил некоторые проекты в Одесской области.

#### Июнь

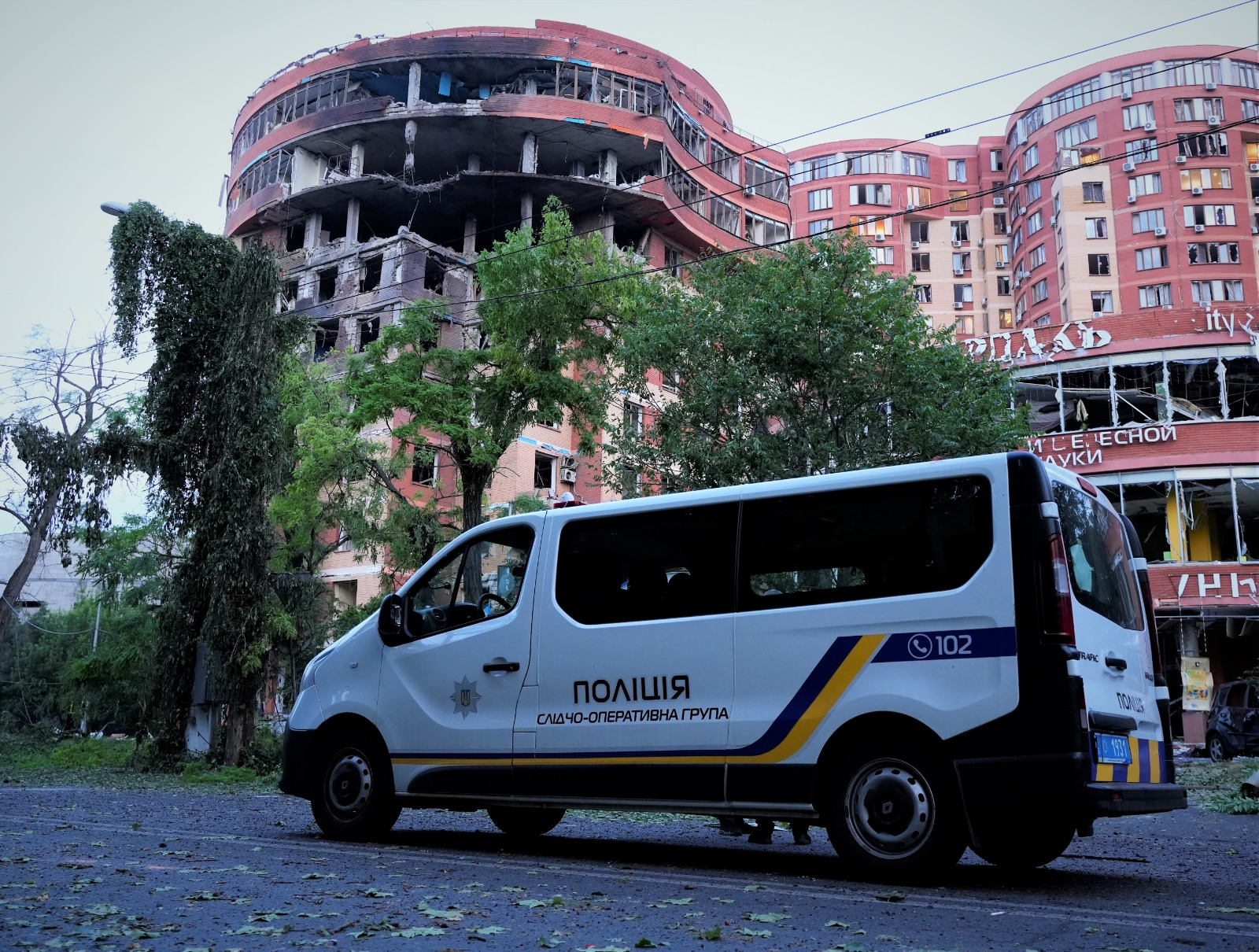
Комплекс зданий на проспекте Шевченко, повреждённый 14 июня. Справа — Музей интересной науки.

В ночь на 10 июня российские военные запустили на Одесскую область ударные беспилотники и ракеты. По данным украинской стороны, все их удалось сбить, но обломки одного беспилотника попали в многоэтажный дом. 3 человека погибли, 26 ранены.
14 июня Россия совершила очередной ракетный обстрел Одессы. По данным украинских военных, корабль в Чёрном море выпустил по городу 4 ракеты «Калибр», из которых 3 удалось сбить. Повреждены жилые дома, здание Политехнического университета, Музей интересной науки, бизнес-центр, ресторан «Макдональдс», кафе и магазины; разрушен склад одной из торговых сетей. Три человека погибли и 13 ранены.

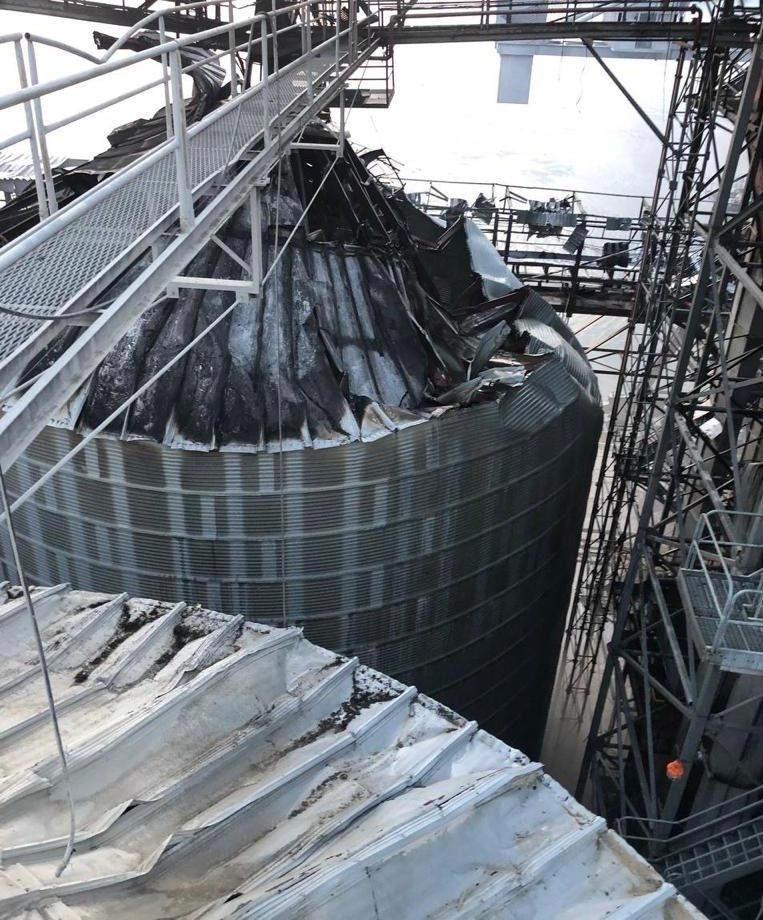
Повреждённая портовая инфраструктура в Одесской области после обстрела 19 июля 2023 года

#### Июль
В ночь на 11 июля был совершён очередной массированный обстрел Украины беспилотниками, часть из которых была запущена по Одессе. Два беспилотника попали в Одесский порт, повредив административное здание. Возник пожар на двух портовых терминалах (один из них — зерновой), однако он был быстро потушен.
В ночь на 18 июля российская армия ударила по Одессе и Николаеву дронами-камикадзе Shahed и крылатыми ракетами «Калибр». Пострадали объекты портовой инфраструктуры и частные дома. Дмитрий Песков назвал обстрелы «ударами возмездия» за взрыв на Крымском мосту 17 июля.
В ночь на 19 июля 2023 года, вскоре после заявления России о выходе из зерновой сделки, российская армия совершила самый массированный на то время обстрел Одессы. Были использованы ракеты различных типов и иранские беспилотники. Были повреждены инфраструктура Одессы и Черноморска, в том числе портовая. Пострадали зерновой и масляный терминалы одесского порта, а также резервуары и оборудование для загрузки. По словам Владимира Зеленского, было уничтожено 60 тысяч тонн зерна, предназначенные для Китая. Повреждены жилые дома в двух районах города и Слободское кладбище, 10 человек получили травмы.

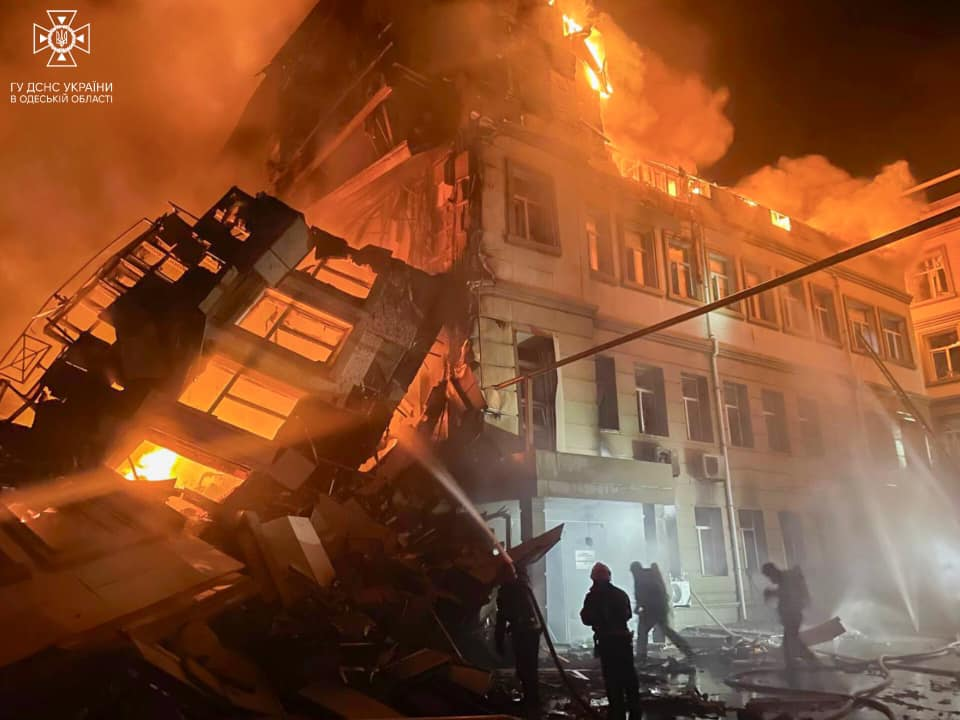
Здание в Одессе после обстрела 20 июля

В ночь на 20 июля 2023 года очередным обстрелом были повреждены, среди прочих, здания в буферной зоне исторического центра Одессы. Повреждены, в частности, археологический, морской и литературный музеи, а также генеральное консульство Китая. Разрушено административное здание в Одессе и склады в области. 8 человек в городе пострадали, один погиб.

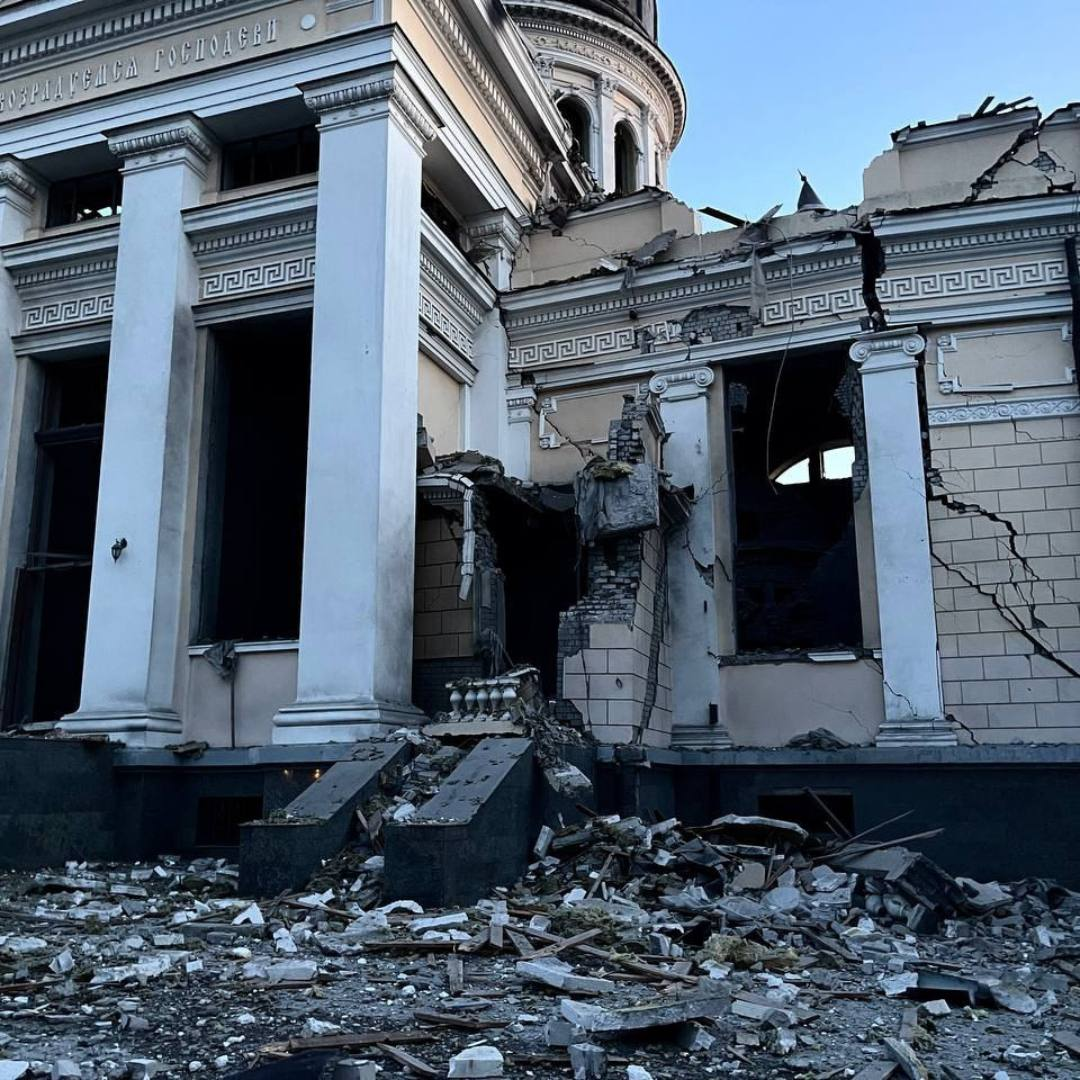
Спасо-Преображенский собор после обстрела 23 июля.

В ночь на 23 июля российская армия, по данным украинских военных, выпустила по Одессе 19 ракет, из которых 9 удалось сбить. Повреждены портовая инфраструктура, не менее 6 жилых домов и десятки автомобилей. По данным местных властей, это самый масштабный удар по историческому центру города за время войны. Пострадали в разной степени 29 памятников архитектуры; одна из российских ракет попала в Спасо-Преображенский собор УПЦ Московского патриархата — крупнейший храм Одессы. Сильно пострадал Дом учёных (памятник национального значения), есть разрушения на бульваре Михаила Жванецкого. По данным местных властей, два человека в городе погибли и около 20, в том числе 4 детей, ранены.

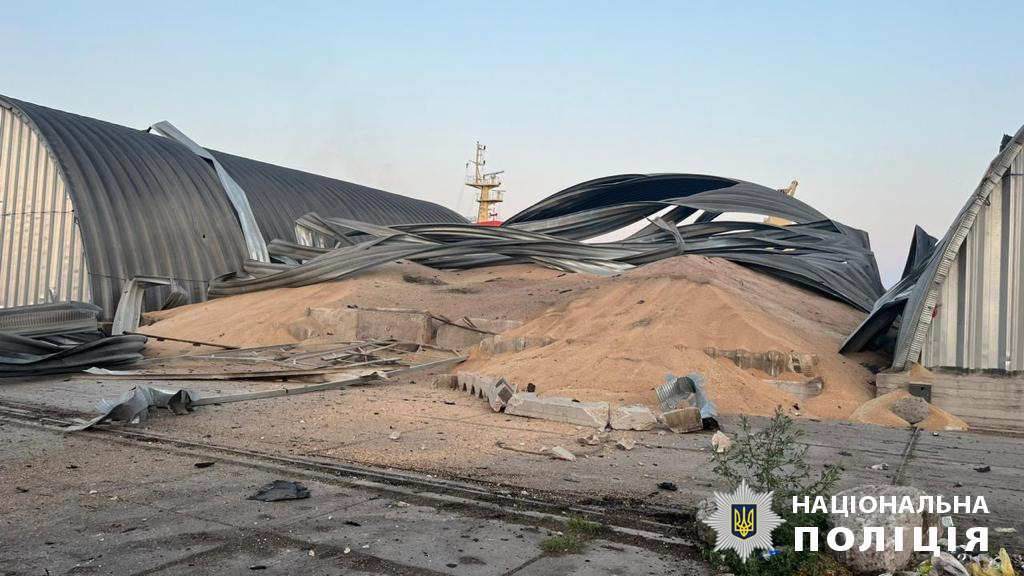
Зернохранилище в Одесской области после атаки 24 июля

В ночь на 24 июля иранскими беспилотниками Shahed 136 снова была атакована портовая инфраструктура в Одесской области, но в этот раз (впервые за всю войну) на Дунае: в Рени и Измаиле. Разрушен ангар с зерном, повреждены ёмкости для других грузов. Пострадали 6 сотрудников порта.
В ночь на 27 июля российская подводная лодка выпустила две крылатые ракеты «Калибр» по порту в Одесской области. Повреждён грузовой терминал, уничтожено здание охраны. Погиб охранник.

#### Август

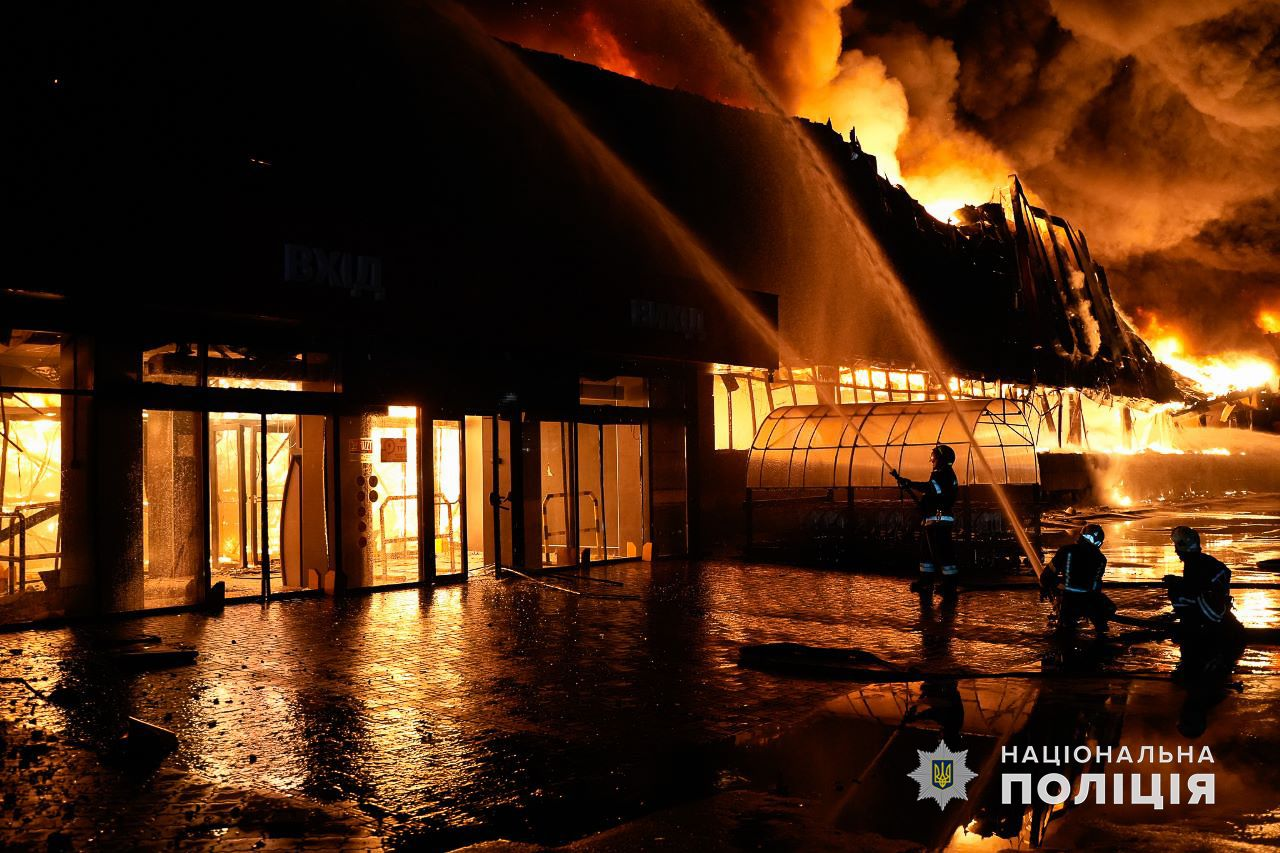
Супермаркет Fozzy в Одессе после обстрела в ночь на 14 августа

В ночь на 14 августа российская армия, по данным украинских военных и местных властей, запустила по Одессе 15 беспилотников-камикадзе «Шахед-136/131» и 8 крылатых ракет «Калибр». Как сообщается, все ракеты и беспилотники были сбиты, но из-за падения обломков сгорел супермаркет Fozzy (где пострадали трое сотрудников) и повреждено общежитие одного из вузов. Всего, по оценке мэрии, от обломков и взрывной волны пострадали свыше 200 зданий.

#### Сентябрь

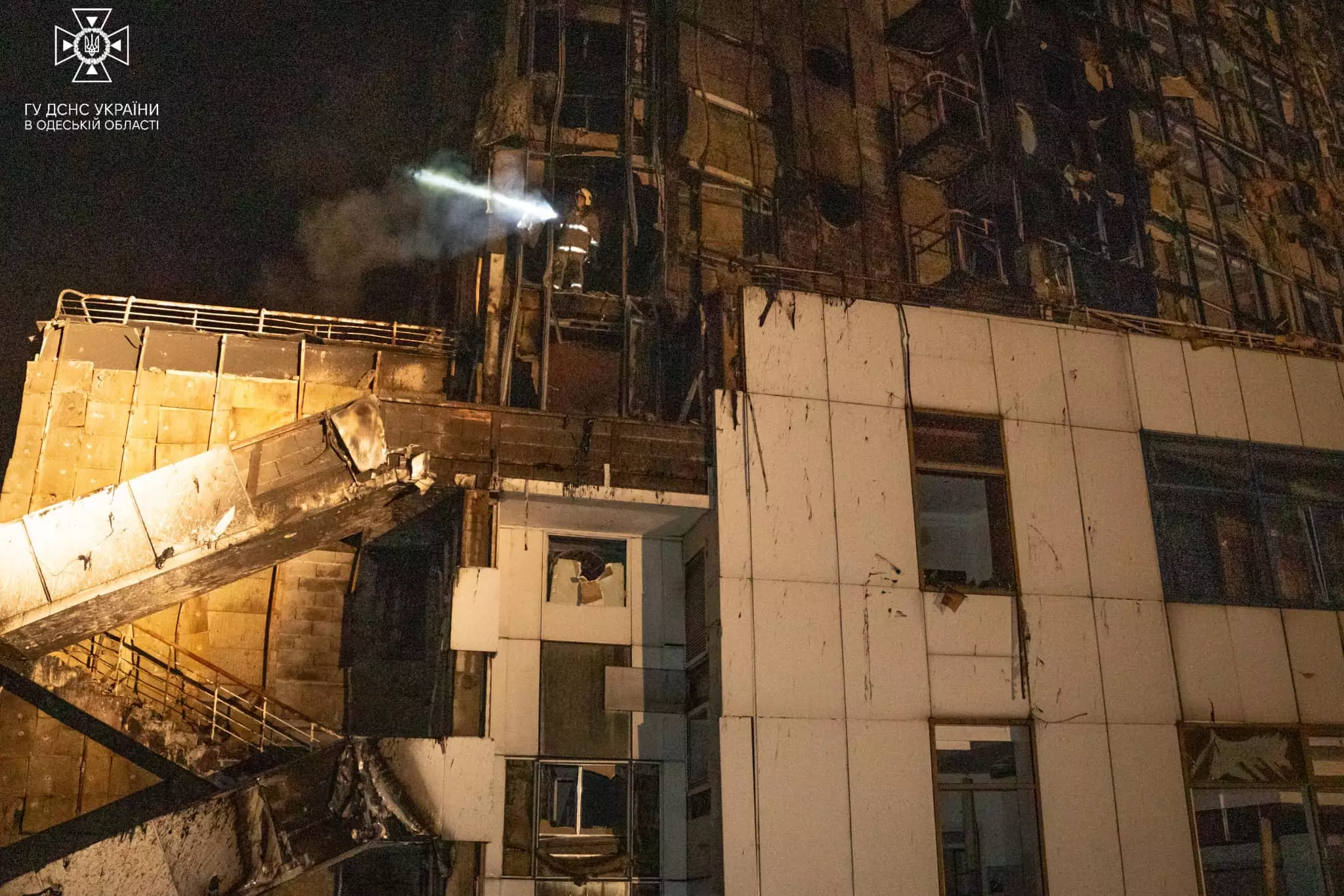
Гостиница «Одесса» после удара

В ночь на 25 сентября российская армия обстреляла Одесскую область ракетами и беспилотниками. По данным Воздушных сил ВСУ, было выпущено 12 крылатых ракет «Калибр», 2 ракеты «Оникс» и 19 беспилотников; все беспилотники и 11 ракет «Калибр» были сбиты. Повреждена припортовая инфраструктура Одессы, частично разрушены морской вокзал, гостиница «Одесса» и зернохранилища. Погибли два работника склада с зерном. Обломки сбитых ракет и беспилотников вызвали разрушения рядом с городом.

#### Ноябрь

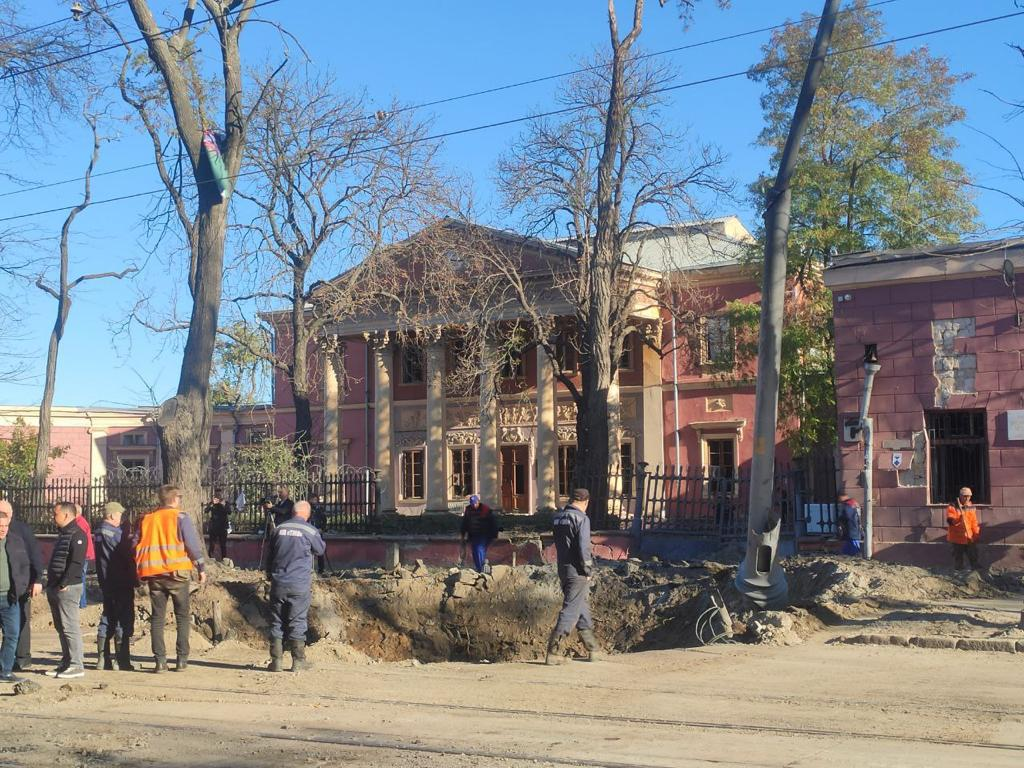
Воронка перед Одесским художественным музеем. 6 ноября 2023

Вечером 5 и в ночь на 6 ноября российская армия ударила по Одессе и области ракетами и беспилотниками-камикадзе. Часть беспилотников была сбита, но были и попадания по портовой инфраструктуре (складским помещениям, спецтехнике и автомобилям с зерном). Ракеты (по предварительным данным, «Оникс» и «Искандер-М») повредили Одесский национальный художественный музей и несколько жилых домов. Ранены 8 человек. Атаку осудило ЮНЕСКО.

#### Декабрь

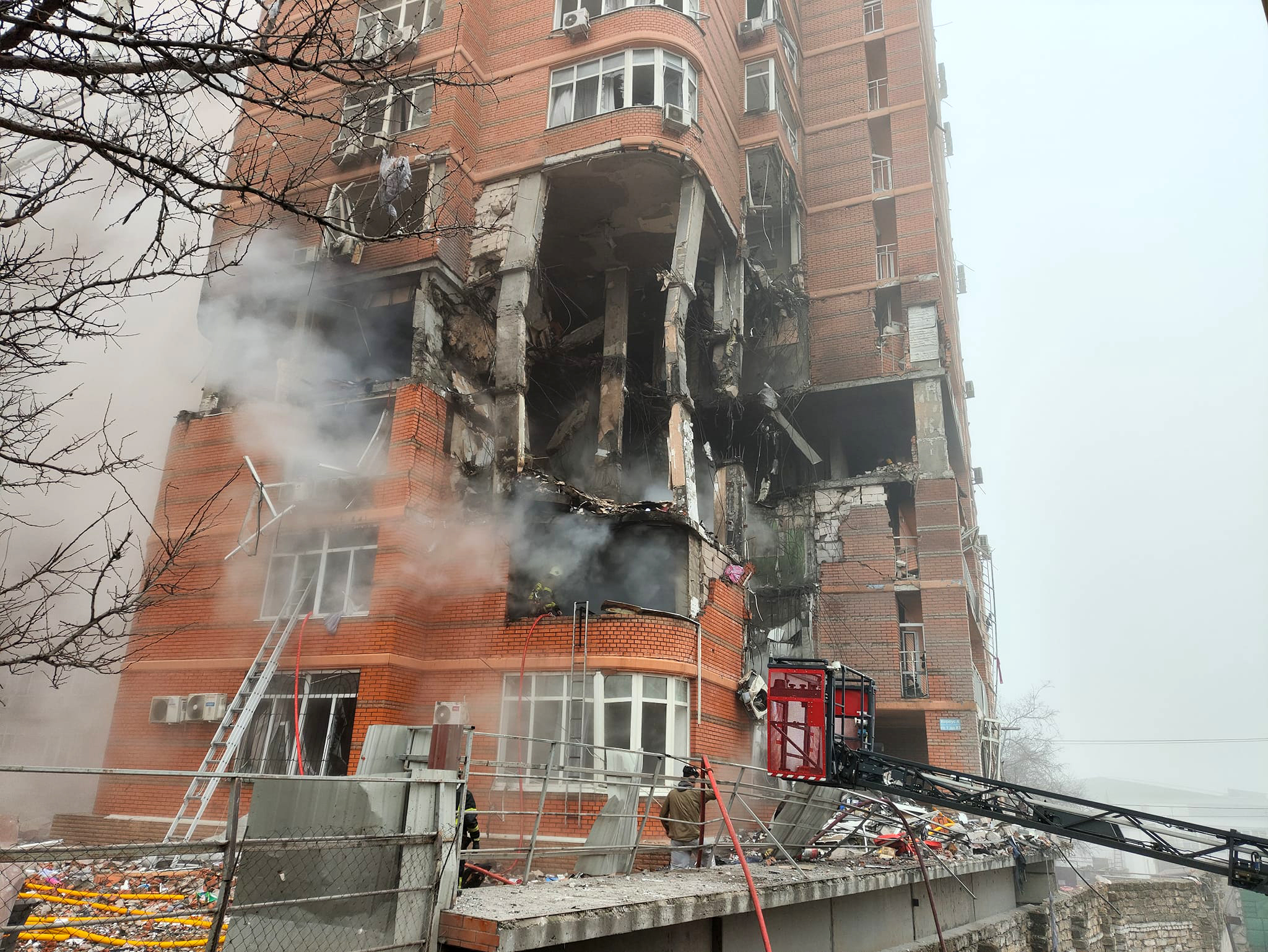
Дом на улице Средней после ракетного удара 29 декабря 2023

Во время массированного обстрела Украины 29 декабря 2023 года Одесса пострадала от ракет и беспилотников. По данным местных властей, повреждены 21 жилой дом (два частных, остальные — многоэтажные) и лицей. Погибли 4 человека и пострадали 26.

### 2024

#### Январь
В ночь с 24 на 25 января российская армия совершила очередную атаку Одессы беспилотниками «Шахед-131/136». По данным украинских военных, в Одесской области были сбиты 10 беспилотников. Их обломки повредили несколько домов. Один дрон попал в склад мебельного комбината, вызвав пожар. Всего в городе пострадали 6 человек.

#### Февраль
В ночь на 23 февраля обломки российского беспилотника упали на территории предприятия в Одессе. Возник пожар, погибли трое сотрудников.
По состоянию на 23 февраля 2024 года в Одесской области разрушены или повреждены 119 объектов культурного значения.

#### Март

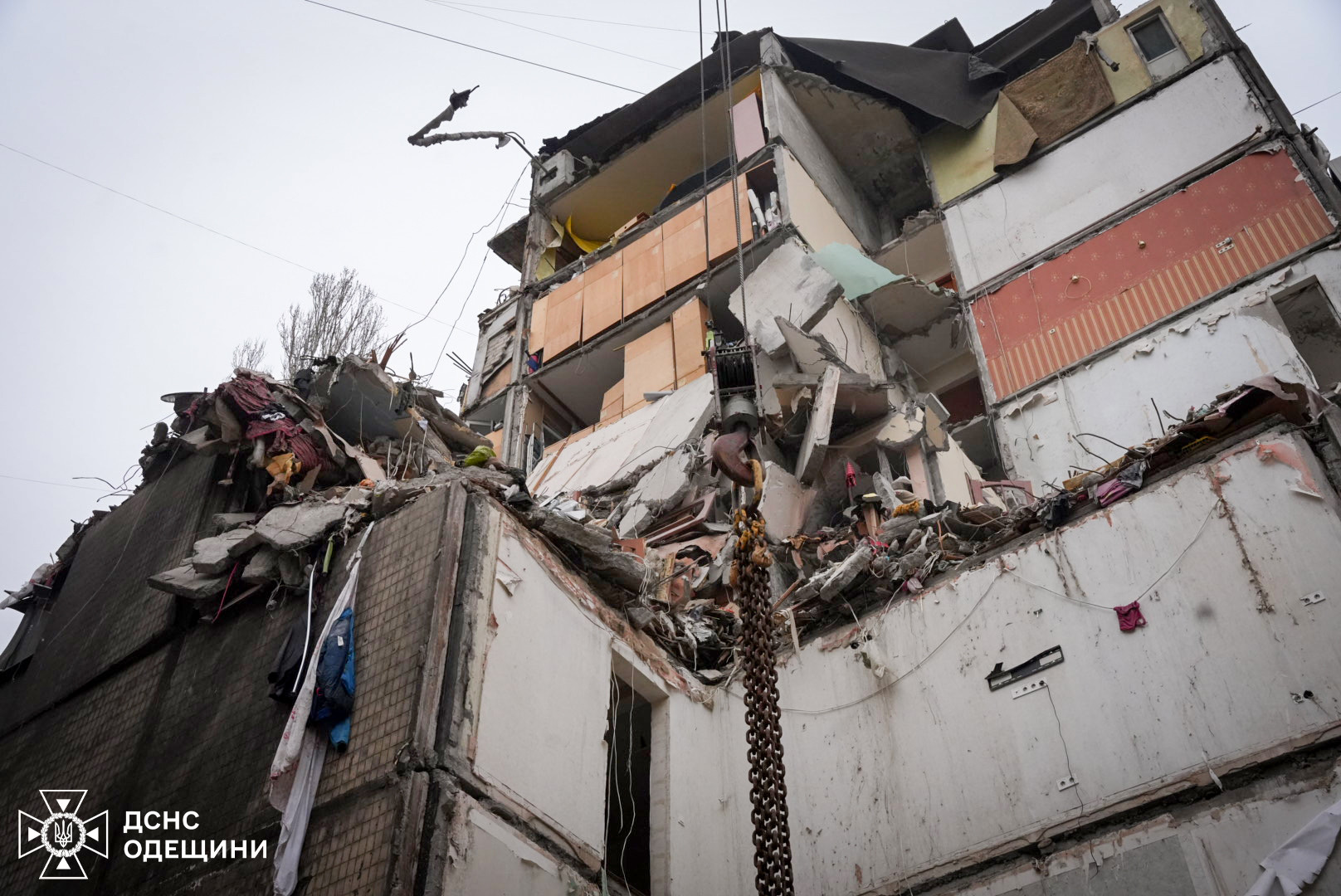
Дом в Одессе после удара беспилотника 2 марта 2024 года

В ночь на 2 марта при российской атаке беспилотниками Одессы частично разрушен 9-этажный жилой дом. 12 человек (в том числе 5 детей) погибли и 20 пострадали. 3 марта в Одесской области было объявлено днём траура.
Утром 6 марта российская армия нанесла очередной ракетный удар по Одессе. По данным украинской стороны, погибли пять человек и ранены ещё не менее пяти. В это время в одесском порту находились президент Украины Владимир Зеленский и премьер-министр Греции Кириакос Мицотакис. Последний сообщил, что взрывы произошли недалеко от них, а добраться до укрытия они не успели. Минобороны РФ заявило об ударе по ангару, где готовили к боевому применению безэкипажные катеры ВСУ.
Утром 15 марта российским ракетным обстрелом Одессы был убит 21 человек и ранены более 70. Среди убитых — фельдшер скорой помощи и два сотрудника Государственной службы по чрезвычайным ситуациям, которые ликвидировали последствия первого удара и попали под второй. 9 сотрудников ГСЧС были ранены. Среди погибших есть полицейские, в том числе командир батальона специального назначения «Цунами» Национальной полиции Украины Александр Гостищев, а также бывший первый заместитель мэра Одессы Сергей Тетюхин. Повреждены рекреационный объект, 10 частных домов, станция техобслуживания, газопровод и две пожарных машины. Следующий день в Одессе и области объявлен днём траура.

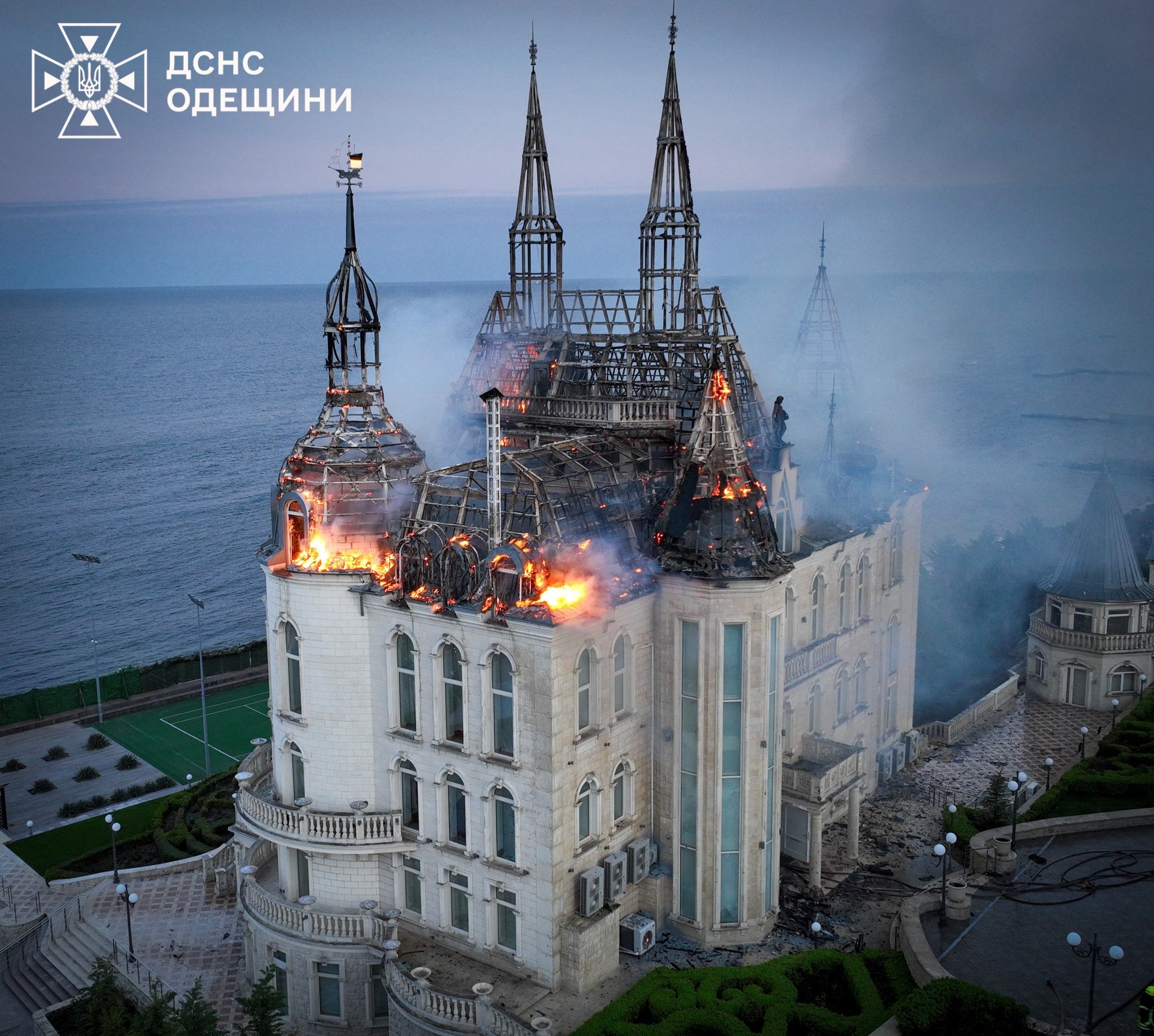
Дворец студентов Одесской юридической академии (резиденция Сергея Кивалова) после удара

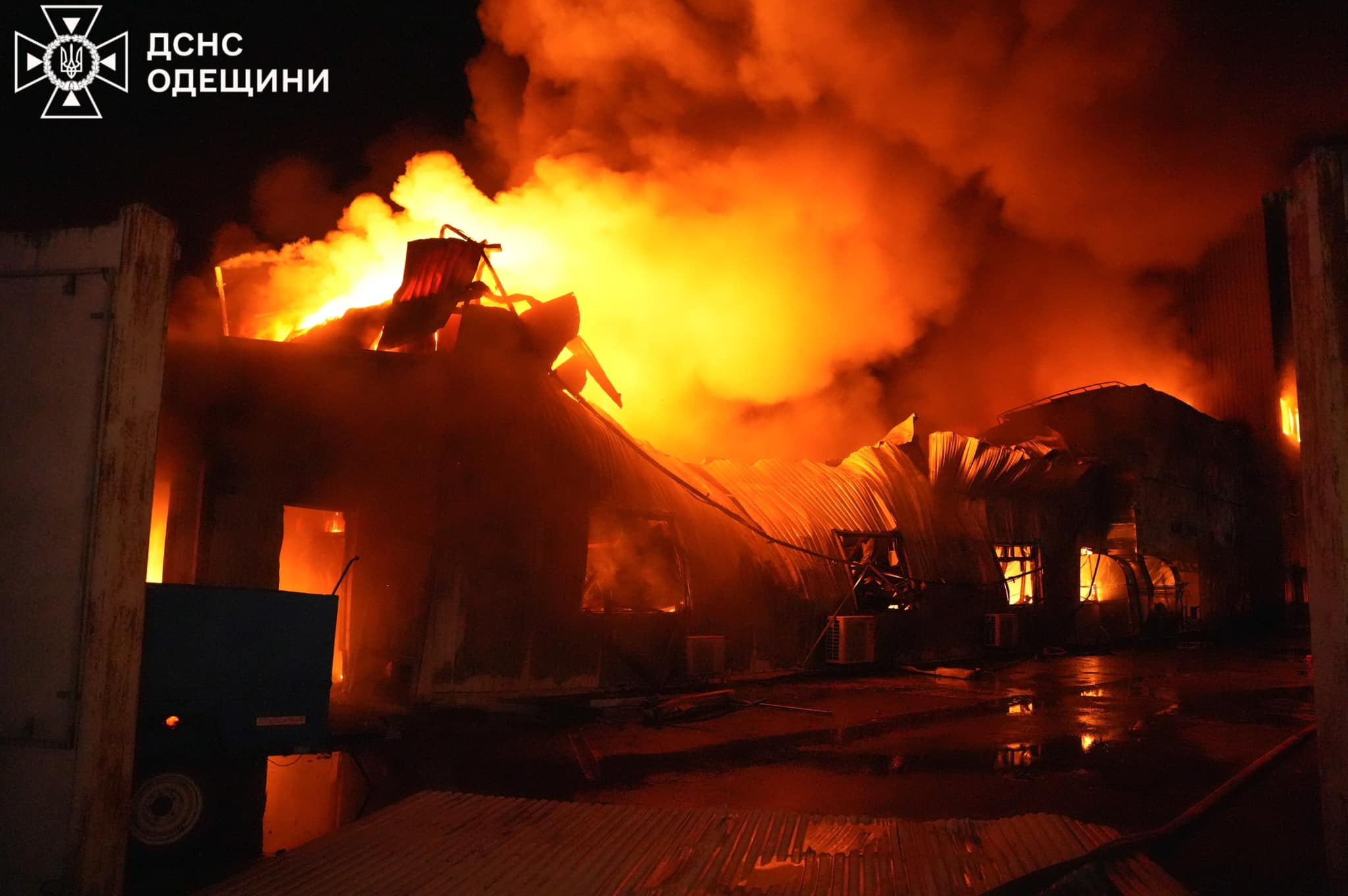
Депо «Новой почты» после удара

#### Апрель
29 апреля российские войска нанесли по Одессе удар баллистической ракетой «Искандер-М» с кассетной боеголовкой. Сгорел дворец студентов Одесской юридической академии. Погибли 7 человек, в том числе проректор Международного гуманитарного университета (ещё один человек умер от инсульта, спровоцированного атакой) и ранены 32 (в том числе президент юридической академии Сергей Кивалов). Следующий день в Одесской области был объявлен днём траура.

#### Май
В ночь на 1 мая по центру Одессы был нанесён удар баллистическими ракетами. Погибли три человека и ранены ещё трое. РИА Новости заявило, что это была атака на штаб ВСУ в районе площади Куликово Поле.
Вечером того же дня в Одессе от российского ракетного удара сгорели сортировочное депо и отделение «Новой почты» на улице Вильямса. Пострадали 14 человек.

#### Ноябрь
18 ноября от взрыва сбитой ракеты «Искандер-М» в Одессе погибли 10 человек и пострадали 43. Повреждены три многоквартирных дома, университет и два административных здания, загорелись несколько десятков автомобилей. Следующий день в городе объявлен днём траура.

### 2025

#### Январь
Вечером 31 января 2025 года российским ракетным ударом по историческому центру Одессы были повреждены, среди прочего, около 15 памятников культурного наследия, в том числе четыре музея, филармония и историческая гостиница «Бристоль». Пострадали семь человек.

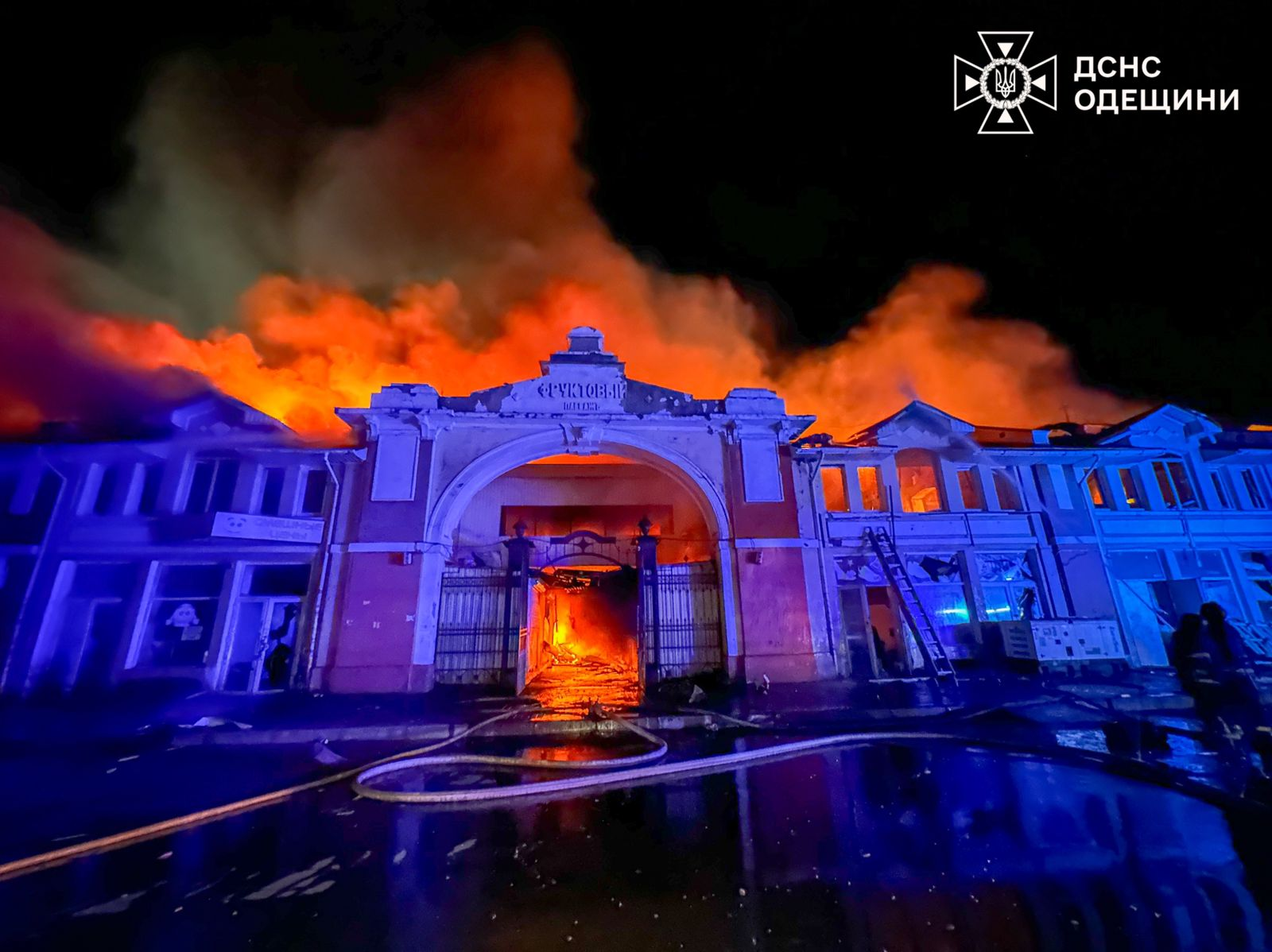
Пожар на Привозе

#### Июль
В ночь на 24 июля 2025 года атакой беспилотников были повреждены исторический центр и Приморский бульвар, а также частично разрушен девятиэтажный дом, где погиб один человек и несколько ранены. Горел Привоз. Среди повреждённых исторических объектов — гостиница «Лондонская», дом Золотарева и Воронцовский дворец.

## Оценки
Военный эксперт Дэвид Акс в издании «Форбс» в апреле 2022 года оценил возможность прямого вторжения российских войск в Одессу как существующую, но «самоубийственную»; среди причин называются и сложное географическое расположение города, и глубоко эшелонированная оборона. Из проблемных пунктов для украинской армии называется практически полное отсутствие флота.